# Minensuchnadel

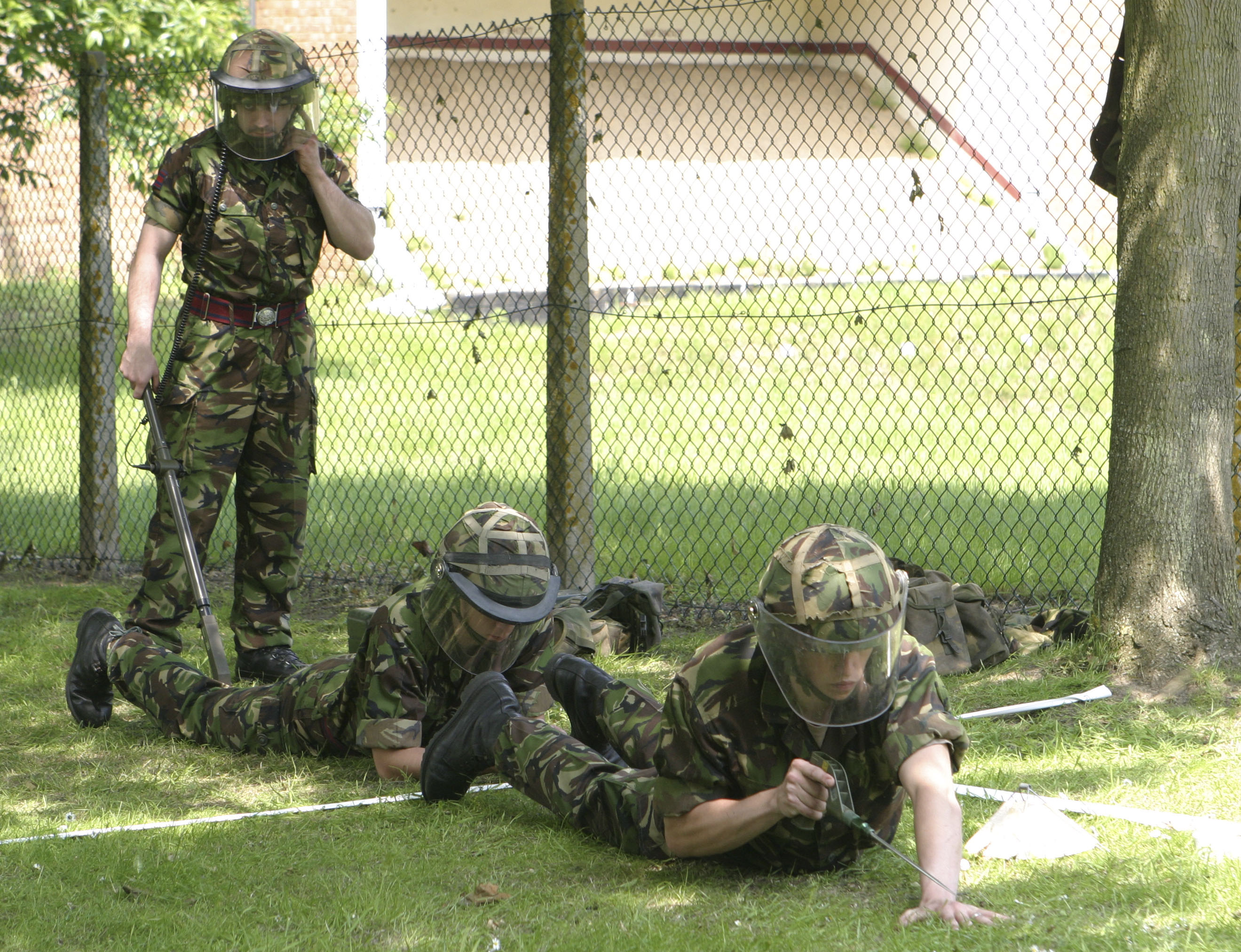
Britische Pioniere bei einer Minenräum-Vorführung

Minensuchnadeln sind einfache, aus starrem Draht oder Röhrchen bestehende Instrumente, die zur Suche von Minen verwendet werden. Der Durchmesser der Nadel beträgt etwa 5 mm und die Länge bis zu 70 cm. Manche Modelle sind zusammenschraub- oder steckbar. Suchnadeln aus Metall sind oft antimagnetisch, damit Minen, die auf Änderung des Magnetfelds (z. B. Antifahrzeugminen) reagieren, nicht ausgelöst werden. Es existieren jedoch auch Ausführungen aus anderen Materialien wie z. B. Carbon.
Meist wird die Minenräumung in Kombination mit einem Metalldetektor durchgeführt. Da aber vor allem Antipersonenminen kaum Metall enthalten, sind die Detektoren sehr empfindlich eingestellt. Das führt dazu, dass neben Minen auch jedes andere Metallteil Alarm auslöst und daraufhin mit der Minensuchnadel untersucht wird, um es zu identifizieren und die exakte Position zu bestimmen.
Der Minenräumer sticht im Abstand von wenigen Zentimetern vorsichtig im flachen Winkel von ca. 30° ins Erdreich. Dabei versucht er, nicht die Oberseite der Mine zu berühren, auf der sich meist der Zünder befindet. Stößt der Minenräumer auf einen Widerstand, wird die Stelle freigelegt. Eine gefundene Mine wird geräumt, oder vor Ort gesprengt. Die Suche mit einer Suchnadel ist nicht nur gefährlich, sondern auch sehr zeitaufwändig, da häufig auch Gegenstände wie Wurzeln oder Metallteile untersucht werden.
Anfang der 2000er Jahre wurden laseroptische Minensuchnadeln entwickelt. An der Spitze der Nadel befindet sich ein Sensor, der durch Laserablation das Material des aufgespürten Objekts bereits im Erdreich ermittelt. Damit wird die Minenräumung nicht ungefährlicher aber schneller, da nicht jedes Objekt zeitraubend ausgegraben werden muss.